# Котляр, Олег Иванович
Олег Иванович Котляр (21 мая 1943, Петропавловск — 8 февраля 2021, Луганск) — украинский советский деятель, директор Луганского областного центра занятости, 1-й секретарь Ворошиловградского горкома КПУ, секретарь Ворошиловградского обкома КПУ. Член Ревизионной Комиссии КПУ в 1986—1990 гг.

## Биография
Родился в семье военнослужащего. В 1960—1962 г. — слесарь Рубежанского химического комбината Луганской области.
В 1962—1966 г. — студент факультета химического машиностроения Харьковского политехнического института, получил специальность инженера-механика по автоматизации химико-технологических процессов.
Член КПСС с 1967 года.
В 1966—1972 г. — мастер, секретарь комитета ЛКСМУ Рубежанского химического комбината, 1-й секретарь Рубежанского городского комитета ЛКСМУ Луганской области, заместитель секретаря партийного комитета КПУ Рубежанского химического комбината Луганской области. В 1972—1973 г.. — 2-й секретарь Ворошиловградского областного комитета ЛКСМУ.
В 1973—1975 г. — 1-й секретарь Ворошиловградского областного комитета ЛКСМУ.
В 1975—1986 г. — 1-й секретарь Ленинского районного комитета КПУ города Ворошиловграда; заведующий отделом организационно-партийной работы Ворошиловградского областного комитета КПУ.
В 1979 году окончил Высшую партийную школу при ЦК КПУ.
В апреле 1986 — июле 1987 — 1-й секретарь Ворошиловградского городского комитета КПУ Ворошиловградской области.
В 1987 — мае 1990 гг. — секретарь Ворошиловградского областного комитета КПУ .
В апреле 1990—1994 гг. — заместитель председателя Луганского областного совета народных депутатов.
В августе 1994—2005 гг. — директор Луганского областного центра занятости.
С 2005 года — на пенсии в Луганске. Был советником директора Луганского областного центра занятости. Умер после продолжительной болезни 8 февраля 2021 года.

## Награды
- орден Знак Почета (1981)
- орден Дружбы народов (1986)
- три медали